# Tephrosia tinctoria
Tephrosia tinctoria är en ärtväxtart som beskrevs av Christiaan Hendrik Persoon. Tephrosia tinctoria ingår i släktet Tephrosia och familjen ärtväxter. IUCN kategoriserar arten globalt som livskraftig. Inga underarter finns listade i Catalogue of Life.